# Peter Motzfeldt
Peter Motzfeldt, född den 3 augusti 1777 i Orkedalen, Søndre Trondhjems amt, död den 1 april 1854 i Kristiania, var en norsk statsman, sonsons son till Peter Nicolay Motzfeldt, far till Ulrik Anton och Ketil Motzfeldt, kusin till Frederik och Karl Frederik Motzfeldt.
Motzfeldt blev dansk officer 1796, tjänstgjorde i Västindien från 1802 och överfördes 1807 vid öarnas ockupation av engelsmännen som krigsfånge till England, utväxlades 1809 och blev chef för artilleridetachementet i Bergen.
År 1814 var han ledamot av riksförsamlingen på Eidsvold - där han var anhängare till Kristian Fredrik och utövade mycket inflytande och 17 maj var församlingens vicepresident -, av det utomordentliga stortinget - där han var lagtingets president - och av den kommitté, som underhandlade med de svenska kommissarierna om villkoren för Norges förening med Sverige; han röstade mot unionen.
Den 18 november 1814-37 var Motzfeldt statsråd och 1839-41 ledamot av och norsk ordförande i den första unionskommittén, men utträdde, då kommitténs mandat utvidgades till en genomgripande revision av riksakten. Motzfeldts Dagbog fra det overordentlige storthing 1814 utgavs 1882 av L.M.B. Aubert, hans Breve og optegnelser 1888 av sonen Ketil.